# James Downey
James Downey est un acteur, scénariste et producteur américain né en 1952 à Berkeley en Californie.

## Filmographie

### Scénariste
- 1977-2020 : Saturday Night Live (558 épisodes)
- 1981 : Steve Martin's Best Show Ever
- 1982-1984 : Late Night with David Letterman (47 épisodes)
- 1984 : The New Show (5 épisodes)
- 1985 : The Best of John Belushi
- 1986 : The Best of Dan Aykroyd
- 1989 : Saturday Night Live: 15th Anniversary
- 1991 : Saturday Night Live Goes Commercial
- 1991 : Saturday Night Live: The Best of Robin Williams
- 1992 : Best of Saturday Night Live: Special Edition
- 1998 : Saturday Night Live: The Best of Phil Hartman
- 1998 : The Bad Boys of Saturday Night Live
- 2000 : Saturday Night Live: The Best of Chris Farley
- 2000 : Saturday Night Live: Presidential Bash 2000
- 2005 : Saturday Night Live: The Best of Jon Lovitz
- 2007 : Saturday Night Live in the '90s: Pop Culture Nation
- 2008 : Saturday Night Live Presidential Bash '08
- 2008-2012 : Saturday Night Live: Weekend Update Thursday (8 épisodes)

### Acteur
- 1972 : The Brain Machine : le présentateur TV
- 1977-2013 : Saturday Night Live : plusieurs rôles (89 épisodes)
- 1988 : Bum Rap : Steg
- 1989 : Aline et Cathy : Sam Phillips (3 épisodes)
- 1993 : Wayne's World 2 : Jeff Wong
- 1995 : Billy Madison : le principal
- 1995 : The Little Patriot : l'adjudant
- 1998 : Sale Boulot : Martin le sans abri
- 2007 : There Will Be Blood : Al Rose
- 2011 : Larry et son nombril : un membre du bureau (1 épisode)
- 2012 : The Assistant : le troisième interviewé (1 épisode)
- 2013 : 30 Rock : Downey (1 épisode)
- 2017 : Veep : Jim Caldwell (1 épisode)
- 2020 : Our Cartoon President : Adam Schiff (1 épisode)

### Producteur
- 1985-1998 : Saturday Night Live (239 épisodes)
- 1989 : Saturday Night Live: 15th Anniversary
- 1991 : Saturday Night Live Goes Commercial
- 1991 : Saturday Night Live: The Best of Robin Williams
- 1992 : Saturday Night Live Presidential Bash
- 1993 : Wayne and Garth's Saturday Night Live Music a Go-Go
- 1998 : Saturday Night Live: The Best of Phil Hartman
- 2000 : Saturday Night Live: Presidential Bash 2000
- 2003 : Night of Too Many Stars
- 2007 : Saturday Night Live in the '90s: Pop Culture Nation
- 2008 : Saturday Night Live Presidential Bash '08
- 2018 : The Good Cop (1 épisode)